# U33 (212A型潜水艦)
U 33（NATO識別符号：S 183）は、ドイツ連邦海軍の潜水艦。212A型潜水艦の3番艦。

## 艦歴
「U 33」は、ホヴァルツヴェルケ＝ドイツ造船キール工場で建造され1998年に起工、2004年9月に進水し、2006年6月13日に就役する。
「U 33」は公試・艤装中の2005年10月7日にカイ・ブラント海軍少佐指揮の下、エッカーンフェルデ海軍基地に初めて到着する。「U 33」の初任務は2007年7月30日にアクティブ・エンデバー作戦に参加するため地中海に向けて出航する。2008年5月29日にバルト海にてIDAS対艦対空ミサイルの発射試験を実施した。試験では魚雷発射管から試射体を発射し、ヘリコプターを想定した標的に命中し試験は成功を収めた。
後援都市はテューリンゲン州のゴータである。
第1機動隊群第1潜水戦隊に所属し、エッカーンフェルデを母港としている。